# Ibn Muaz Džajani
Muhamed ibn Muaz Džajani Kurtubi (989–1079) poreklom je iz Andaluzije. Bio je poznati muslimanski matematičar i astronom, ali isto tako bavio se i industrijskom mehanikom.

## Dela
Osim grandioznih dela iz oblasti matematike i astronomije, ovaj čuveni muslimanski matematičar i astronom ostavio je za sobom slavno delo o industrijskoj mehanici koje je stvorilo čitav novi naučni talas u islamskom društvu i znatno uticalo na buduće svetske mislioce. To delo sa nazivom al-Asrar fi nata’idž al-afkar [Tajne o rezultatima mišljenja], napisano 1246. godine, modernom svetu je prvi put predstavio čuveni engleski istraživač Donald Hil. Najstariji primerak izvornog rukopisa pomenutog dela danas se čuva u biblioteci u Firenci. U tom delu govori se o 31 modelu industrijskih uređaja. Prvih pet su satovi sa potpunim i urednim sistemom zupčanika. Modeli od 21. do 24. predstavljaju vojne mašine, dok se pod brojevima 25 i 26 govori o priborima za vađenje vode iz bunara i drugih mesta. Najzad, pod brojem 31 čitamo o načinu rada sunčanog časovnika. Ibn Muazova metoda u ovoj knjizi više je geometrijska nego inženjerska, što je možda posledica posebne tematike koju je on ovde obrazlagao. Upravo zato, dok objašnjava način rada zupčanika i osovina u pomenutim sistemima i mašinama, ovaj mislilac uglavnom koristi geometrijsku terminologiju.
U svojim inovativnim modelima vodenih časovnika, Ibn Muaz je koristio dolape i vodeničke točkove sa udubljenjem. Međutim, on je njihova udubljenja opisao poput uglova jednakostraničnog trougla. Glavni pokretač svih upotrebljenih elemenata u pomenutim časovnicima, kao što smo rekli, jeste voda. Ona se sa gornje strane uliva u mašinu i tako pokreće centralnu osovinu. Ukratko možemo reći da su modeli od broja 6 do 20 i od broja 27 do 30 uglavnom povezani sa pomenutim vodenim satovima. Na osnovu svega toga, tvrdimo da detaljnim razmatranjem ovog Ibn Muazovog slavnog dela i njegovog uticaja na kasniji naučni razvoj, jasno uočavamo dramatičnu razliku između srednjovekovne istočne i zapadne tradicije kada su u pitanju mehanika i ostale tehničke discipline. Budući da se ta razlika i kasnije pokazivala kroz istoriju, danas smo svedoci toga da su se, na tragu Ibn Muazovih istraživanja, glavni kreatorski preokreti na polju teške industrije dogodili upravo na Zapadu. U svemu tome, veoma je zanimljiva i činjenica da se nakon Ibn Muaza na Zapadu pojavljuje čitav spektar naučnih termina persijskog porekla, što svakako ukazuje na neku vrstu dvostrane naučne saradnje pomenute dve tradicije.‍:str. 317–318.